# 瑪麗娜·梅利尼科娃
玛丽娜·阿纳托利耶芙娜·梅利尼科娃（俄语：Марина Анатольевна Мельникова，1989年2月5日—）是俄羅斯职业网球女运动员，2013年轉職業。她的WTA生涯最高單打排名為第170（2015年5月4日）。